# 2016년 세계 아이스하키 선수권 대회
2016년 세계 아이스하키 선수권 대회는 국제 아이스 하키 연맹(IIHF)에서 주관하는 제80회 세계 선수권 대회이다. 각국의 아이스하키 대표팀들이 각 등급에 따라 경기를 치를 예정이다.

## 챔피언십
16개국 최상위권 국가들의 챔피언십 대회는 러시아의 모스크바와 상트페테르부르크에서 5월 6일 ~ 5월 22일 열렸다.